# Wilhelm Jerusalem
Wilhelm Jerusalem (1854. – 1923.), austrijski filozof. Profesor filozofije i pedagogije na bečkom sveučilištu. Premda u osnovi kantovac, u spoznajnoj teoriji negira fenomenologizam koji "vodi u solipsizam" i sebe smatra "kritičkim realistom". 

## Glavna djela
- Uvod u filozofiju

Svojedobno popularan udžbenik filozofije. Bio je preveden i u Hrvatskoj u razdoblju prije Drugog svjetskog rata, a zatim ponovo 1996. iako je beznadežno zastario. (Vidi poglavlje Jerusalem: Uvod u filozofiju u članku Uvodi u filozofiju.)
- Kantovo značenje za suvremenost
- Kritički idealizam i čista logika
- Putovi i ciljevi estetike
- Uvod u sociologiju.